# Universitat de Sfax
La Universitat de Sfax (àrab: جامعة صفاقس, Jāmiʿat Ṣafāqus; francès: Université de Sfax) és una universitat situada a Sfax, Tunísia. Va ser fundada l'any 1986 amb el nom d'Universitat del Sud amb l'objectiu de cobrir totes les institucions acadèmiques del sud de Tunísia. Es divideix en tres universitats, inclosa l'actual Universitat de Sfax, amb la creació de la Universitat de Gabes el 2003 i la Universitat de Gafsa el 2004.
Segons el U.S. News & World Report ocupa el 10è lloc al rànquing regional d'universitats àrabs de 2016. Segons el rànquing universitari de 2019 de Times Higher Education, la universitat ocupa el lloc 801 de les 1.250 universitats avaluades a tot el món, la qual cosa la converteix en la millor universitat tunisiana.

## Organització
La Universitat de Sfax tenia 43.473 estudiants el curs 2008-2009, distribuïts entre 21 institucions d'educació superior, cinc facultats de recerca, tres universitats, dotze instituts i un centre de recerca:
- Facultat de Medicina
- Facultat d'Economia i Gestió
- Facultat de Dret
- Facultat de Lletres i Humanitats
- Facultat de Ciències
- Escola Nacional d'Enginyeria
- Escola de Postgrau en Negocis
- Escola de Postgrau en Ciència i Tecnologia en Salut
- Institut Superior d'Arts i Oficis
- Institut de Música
- Institut Superior d'Informàtica i Multimèdia
- Institut Superior d'Administració d'Empreses
- Institut Superior d'Esport i Educació Física
- Institut Preparatori d'Estudis d'Enginyeria
- Institut d'Alts Estudis Empresarials
- Institut Superior de Gestió Industrial
- Institut Superior d'Electrònica i Comunicació
- Institut Superior de Biotecnologia
- Institut Superior d'Estudis Tecnològics
- Institut de l'Olivera
- Centre de Biotecnologia

La Universitat de Sfax manté col·laboracions amb grans corporacions i cooperació acadèmica en programes de recerca i intercanvi amb universitats estrangeres de diversos països com França, Canadà, Bèlgica, el Marroc, etc.